# 伊朗朝代
伊朗朝代指伊朗（波斯）歷史上某一世系君主統治之政權及其相對應的歷史時期，存在至穆罕默德-禮薩·巴列維於公元1979年2月11日在伊朗伊斯蘭革命中被推翻為止。

## 伊朗朝代列表
| 朝代 （中文／波斯文） | 統治時期                                      | 統治時期 | 君主                                  | 君主                               | 君主                                           |
| 朝代 （中文／波斯文） | 年份                                          | 時長     | 初代                                  | 末代                               | 列表                                           |
| --------------------- | --------------------------------------------- | -------- | ------------------------------------- | ---------------------------------- | ---------------------------------------------- |
| 俾什達迪王朝 ‎         | （不詳）                                      | （不詳） | 凱尤瑪爾斯                            | 戈爾沙斯帕                         | (表)                                           |
| 凱揚王朝 ‎             | （不詳）                                      | （不詳） | 凱哥巴德                              | 達拉二世                           |                                                |
| 阿萬王朝 ‎             | （不詳）                                      | （不詳） | 貝利                                  | 普沮爾·印舒希納克                  | (表)                                           |
| 西馬什王朝 ‎           | 公元前2200年－公元前1900年                    | 300年    | （不詳）                              | 印達圖四世                         | (表)                                           |
| 蘇卡爾馬赫王朝 ‎       | 公元前1900年－公元前1500年                    | 400年    | 埃帕爾提三世                          | 庫提爾·納洪持二世                  | (表)                                           |
| 阿契美尼德王朝 ‎       | 公元前730年－公元前330年                      | 400年    | 阿契美尼斯                            | 大流士三世                         | (表)                                           |
| 米底王朝 ‎             | 公元前678年－公元前549年                      | 129年    | 迪奧塞斯                              | 阿斯提阿格斯                       | (表)                                           |
| 阿吉德王朝 ‎           | 公元前336年－公元前306年                      | 30年     | 亞歷山大三世                          | 亞歷山大四世                       | ([[伊朗君主列表#馬其頓王國 (亞細亞霸主]})\|表) |
| 塞琉古王朝 ‎           | 公元前312年－公元前63年                       | 249年    | 塞琉古一世                            | 腓力二世                           | (表)                                           |
| 阿爾薩息王朝 ‎         | 公元前247年－公元224年                        | 471年    | 阿爾沙克一世                          | 阿爾達班四世                       | (表)                                           |
| 薩珊王朝 ‎             | 公元224年－公元651年                          | 427年    | 阿爾達希爾一世                        | 伊嗣俟三世                         | (表)                                           |
| 卡倫文德王朝 ‎         | 公元550年代－公元11世紀                       | （不詳） | 卡倫                                  | （不詳）                           | (表)                                           |
| 扎米赫里德王朝 ‎       | 公元6世紀－公元785年                          | （不詳） | （不詳）                              | （不詳）                           |                                                |
| 達布依王朝 ‎           | 公元642年－公元760年                          | 118年    | 吉爾·加夫巴拉                         | 庫爾希德                           | (表)                                           |
| 馬斯穆罕王朝 ‎         | 公元651年－公元760年                          | 109年    | 馬當沙                                | （不詳）                           |                                                |
| 巴文德王朝 ‎           | 公元651年－公元1349年                         | 698年    | 法魯克扎德                            | 哈桑二世                           |                                                |
| 帕度式帕尼德王朝 ‎     | 公元655年－公元1598年                         | 943年    | 帕度式帕一世                          | 查罕傑四世                         |                                                |
| 倭馬亞王朝 ‎           | 公元661年－公元750年                          | 89年     | 穆阿維葉一世                          | 馬爾萬二世                         | (表)                                           |
| 阿拔斯王朝 ‎           | 公元750年－公元946年                          | 196年    | 阿布·阿拔斯                           | 穆斯塔克菲一世                     | (表)                                           |
| 賈斯塔尼德王朝 ‎       | 公元791年－公元11世紀                         | （不詳） | 賈斯坦一世                            | （不詳）                           |                                                |
| 杜拉夫王朝 ‎           | 公元800年－公元897年                          | 97年     | 阿布·杜拉夫·伊利                      | 阿布·萊拉·哈礼特                   |                                                |
| 薩曼王朝 ‎             | 公元819年－公元999年                          | 180年    | 艾哈邁德·伊本·阿薩德                  | 阿布德·馬立克二世                  | (表)                                           |
| 塔希爾王朝 ‎           | 公元821年－公元873年                          | 52年     | 塔希爾·伊本·侯賽因                    | 穆罕默德·伊本·塔希爾               | (表)                                           |
| 薩法爾王朝 ‎           | 公元861年－公元913年 公元922年－公元1003年    | 133年    | 耶古卜·伊本·萊伊斯                    | 阿布·艾哈邁德·哈拉夫·伊本·艾哈邁德 | (表)                                           |
| 阿拉菲德王朝 ‎         | 公元864年－公元900年 公元914年－公元928年     | 50年     | 哈桑·扎伊德·哈薩尼                    | 哈桑·卡西姆·哈薩尼                 | (表)                                           |
| 古爾王朝 ‎             | 公元9世紀－公元1215年                         | （不詳） | （不詳）                              | 阿勞烏丁·阿里                      | (表)                                           |
| 薩吉德王朝 ‎           | 公元889年－公元929年                          | 40年     | 穆罕默德·本·阿比·薩伊                 | 阿布·穆薩菲爾·法斯                 |                                                |
| 薩拉里王朝 ‎           | 公元919年－公元1062年                         | 143年    | 穆罕默德·本·穆薩菲爾                  | 穆薩菲爾·本·易卜拉欣二世           | (表)                                           |
| 齊亞爾王朝 ‎           | 公元930年－公元1090年                         | 160年    | 馬爾達維季                            | 吉蘭沙                             | (表)                                           |
| 班努·伊利亞斯王朝 ‎    | 公元932年－公元968年                          | 36年     | 穆罕默德·本·伊利亞斯                  | 伊利亞斯薩·本·穆罕默德             |                                                |
| 白益王朝 ‎             | 公元934年－公元1062年                         | 128年    | 阿里·本·布益                          | 阿布·曼蘇爾·弗拉德·蘇頓            | (表)                                           |
| 加兹尼王朝 ‎           | 公元977年－公元1186年                         | 209年    | 蘇布克特勤                            | 庫斯洛·馬利克                      | (表)                                           |
| 安納茲德王朝 ‎         | 公元990年－公元1116年                         | 126年    | 穆罕默德·本·安納茲德                  | 蘇爾克三世·本·安納茲德             |                                                |
| 卡庫伊德王朝 ‎         | 公元1008年－公元1141年                        | 133年    | 穆罕默德·伊本·魯斯塔姆·杜什曼齊亞爾   | 伽薩斯普二世                       | (表)                                           |
| 奈斯爾王朝 ‎           | 公元1029年－公元1225年                        | 196年    | 泰姬丁一世·阿布·法德爾·納斯爾         | 烏斯曼·沙                          |                                                |
| 沙班卡拉王朝 ‎         | 公元1030年－公元1355年                        | 325年    | 阿布·阿巴斯·法德爾                    | 阿爾達希爾                         |                                                |
| 塞爾柱王朝 ‎           | 公元1037年－公元1194年                        | 325年    | 圖赫里勒·貝格                         | 圖赫里勒三世                       | (表)                                           |
| 花剌子模王朝 ‎         | 公元1077年－公元1231年                        | 154年    | 阿努什的斤                            | 札蘭丁·明布爾努                    | (表)                                           |
| 哈扎拉斯皮德王朝 ‎     | 公元1115年－公元1425年                        | 310年    | 阿布·塔希爾·本·穆罕默德               | 格亞斯·丁                          |                                                |
| 埃爾迪古茲王朝 ‎       | 公元1136年－公元1225年                        | 89年     | 沙姆斯·丁·伊爾迪尼茲                  | 穆札法爾丁‧月即別                  |                                                |
| 亞茲德阿德貝格王朝 ‎   | 公元1141年－公元1297年 公元1315年－公元1319年 | 160年    | 山姆·本·瓦爾丹魯茲                    | 哈吉·沙·本·優素福·沙               |                                                |
| 撒魯爾王朝 ‎           | 公元1148年－公元1282年                        | 134年    | 桑庫·本·毛杜德                        | 阿比什可敦                         |                                                |
| 蒙古帝國 ‎             | 公元1220年－公元1256年                        | 36年     | 孛兒只斤·鐵木真                       | 孛兒只斤·蒙哥                      | (表)                                           |
| 伊兒汗國 ‎             | 公元1256年－公元1357年                        | 101年    | 孛兒只斤·旭烈兀                       | 孛兒只斤·努失兒完                  | (表)                                           |
| 克爾曼王朝 ‎           | 公元1222年－公元1306年                        | 84年     | 波剌黑·哈只卜                         | 忽特巴丁二世·沙                    | (表)                                           |
| 卡爾提德王朝 ‎         | 公元1244年－公元1381年                        | 137年    | 馬立克·夏姆蘇丁·本·阿布·貝克爾·廓爾特 | 馬立克·吉耶蘇丁·本·穆艾佐丁        | (表)                                           |
| 莫扎法爾王朝 ‎         | 公元1314年－公元1393年                        | 79年     | 穆巴里茲丁                            | 沙阿·曼蘇爾                        | (表)                                           |
| 因珠王朝 ‎             | 公元1335年－公元1357年                        | 22年     | 夏拉福丁·馬赫穆德·沙                  | 阿布·阿斯豪格·因珠                 | (表)                                           |
| 丘拜尼王朝 ‎           | 公元1335年－公元1357年                        | 22年     | 小哈散·本·帖木兒塔希·本·阿米爾·楚邦   | 馬立克·阿希拉夫                    | (表)                                           |
| 脫合帖木兒王朝 ‎       | 公元1336年－公元1409年                        | 73年     | 孛兒只斤·脫合帖木兒                   | 孛兒只斤·蘇爾坦·阿里               | (表)                                           |
| 札剌亦兒王朝 ‎         | 公元1336年－公元1432年                        | 96年     | 大哈散                                | 侯賽因·本·阿勞烏達烏拉             | (表)                                           |
| 薩爾畢道朗王朝 ‎       | 公元1337年－公元1381年                        | 44年     | 郝賈·阿布杜·列朝克·保希廷尼           | 郝賈·納奇姆丁·阿里·穆阿亦德        | (表)                                           |
| 阿弗拉西亞布王朝 ‎     | 公元1349年－公元1504年                        | 155年    | 起亞·阿弗拉西亞布                     | 起亞·侯賽因二世                    |                                                |
| 帖木兒王朝 ‎           | 公元1370年－公元1507年                        | 137年    | 帖木兒                                | 巴迪·匝曼                          | (表)                                           |
| 卡基亞王朝 ‎           | 公元1370年代－公元1592年                      | （不詳） | 阿里·基亞                             | 汗·艾瑪德·汗                       |                                                |
| 黑羊王朝 ‎             | 公元1375年－公元1468年                        | 93年     | 貝拉姆·和卓                           | 哈桑·阿里                          | (表)                                           |
| 白羊王朝 ‎             | 公元1378年－公元1501年                        | 123年    | 卡拉·奧斯曼                           | 穆拉德                             | (表)                                           |
| 薩非王朝 ‎             | 公元1501年－公元1736年                        | 235年    | 伊斯瑪儀一世                          | 阿拔斯三世                         | (表)                                           |
| 漢達基王朝 ‎           | 公元1709年－公元1738年                        | 29年     | 米爾維斯·漢達基                       | 侯賽因·漢達基                      | (表)                                           |
| 阿夫沙爾王朝 ‎         | 公元1736年－公元1749年 公元1750年－公元1796年 | 59年     | 納迪爾沙                              | 沙魯克·阿夫沙爾                    | (表)                                           |
| 桑德王朝 ‎             | 公元1751年－公元1794年                        | 43年     | 卡里姆汗·桑德                         | 盧圖夫·阿里汗                      | (表)                                           |
| 卡扎爾王朝 ‎           | 公元1789年－公元1925年                        | 136年    | 阿迦·穆罕默德·汗·卡扎爾               | 艾哈邁德沙·卡扎爾                  | (表)                                           |
| 巴列維王朝 ‎           | 公元1925年－公元1979年                        | 54年     | 禮薩沙阿·巴列維                       | 穆罕默德-禮薩·巴列維               | (表)                                           |